# Alfoz de Santa Gadea
Alfoz de Santa Gadea è un comune spagnolo di 104 abitanti situato nella comunità autonoma di Castiglia e León.

## Località
Il comune comprende le seguenti località:
- Higón
- Quintanilla de Santa Gadea
- Santa Gadea de Alfoz (capoluogo)